# Torfhaus (Saksen)
Torfhaus is een gehucht in de gemeente Mockrehna, Saksen. Het ligt ten noordwesten van de plaats Mockrehna in de Dübener Heide. Tot 1999 behoorde Torfhaus tot de voormalige gemeente Wildenhain.